# .google
هذه المقالة تتناول النطاق العلوى الخاص بالانترنت . لاستخدامات أخرى انظر Google (disambiguation)
google. هو نطاق علوى خاص بالعلامة التجارية ( TLD)  لشركه جوجل، يستخدم في نظام أسماء النطاقات ( DNS)
تم إنشاؤه في عام 2014، وتديره شركة ألفابت، الشركة الأم لجوجل.ويٌعد من أوائل النطاقات العلوية العامة (gTLDs) المرتبط بعلامة تجارية محددة .وقد كان الاستخدام الاول للشركة لهذا النطاق عبر موقع  com.google ، 
وهو موقع ساخر نُشر بمناسبة كذبة أبريل ،وقد استضاف الموقع نسخه معكوسة إفقياً من محرك بحث جوجل .فى الوقت الراهن ، يستضيف النطاق العديد من خدمات ومنتجات شركة الفابت،
كما توجد خطط لنقل المزيد من ممتلكات الفابت الى نطاق google .

#### أمن الويب
قامت شركة جوجل بدمج نطاق google ضمن قائمة التحميل المسبق للبروتوكول الآمن ( HSTS ) وهى
قائمة مدمجة في المتصفح تحتوي على مواقع تم تهيئتها مسبقا للاتصال الآمن عبر HTTPS فقط ، وهذا يعنى أن جميع نطاقات
جوجل مبرمجة مسبقاً داخل المتصفحات الرئيسية لفرض الاتصال الامن ( HTTPS) ، مما يضمن أن المستخدمين لا يمكنهم الوصول الى تلك المواقع الا بشكل آمن ،
وقد كانت تلك المبادره ضمن جهود جوجل الأوسع لتعزيز أمان الويب من خلال القضاء على حركة البيانات
غير المشفره عبر البرتوكول HTTP .